# Valladolid Rugby Asociación Club
El Valladolid Rugby Asociación Club, també conegut com a VRAC o Quesos Entrepinares per raons de patrocini, és un club de rugbi espanyol de la ciutat de Valladolid.
El club nasqué el 1986 per jugadors del CD Lourdes quan l'escola a la qual pertanyien deixà de finançar les despeses del club sènior. La temporada 1990-91 assolí el títol de primera divisió i en conseqüència l'ascens a Divisió d'Honor. El seu primer gran triomf fou la Copa del Rei de la temporada 1997-98. El club guanyà la lliga les temporades 1999, 2001, 2012 i 2013, la copa (2010) i la supercopa (2010 i 2012).

## Palmarès
- 4 Lliga espanyola: 1999, 2001, 2012, 2013
- 2 Copa del rei: 1998, 2010
- 2 Supercopa d'Espanya: 2010, 2012